# Línea 501 (Florencio Varela)
La línea 501 de colectivos es una línea de transporte automotor que opera servicio en el partido de Florencio Varela. Es controlada por la empresa Micro Ómnibus Primera Junta S.A.

## Ramales
- Estación Florencio Varela - Carolina, de Alberdi (205), Estación F. Varela (lado norte), por Vázquez (228), barrera Pringles (359), Av. Lavalle (352), Belgrano (353), Av. 12 de octubre, Progreso (745A), Vatteone, Hospital Mi Pueblo, Montevideo (704), Florida (747), Av. 12 de octubre, Vázquez (228), Av. Hudson, estación Zeballos, Av. Luján (938), estación km 36, barrera, Bragado (925), barrio R. Rojas, Chascomús (948), Trenque Lauquen (927A), ruta provincial n°36,lederle. Regreso: Las mismas a estación Zeballos, Av. 12 de octubre, Zapiola (362), Belgrano (353), Progreso (745A), Vatteone, Hospital Mi pueblo, Montevideo (704), Florida (747), Tucumán (355), Av. Lavalle (352), barrera E.Ríos (359), Av. Perón (228) Av. Vázquez, a Almirante Brown (207).